# Magaz de Cepeda
Magaz de Cepeda è un comune spagnolo di 504 abitanti situato nella comunità autonoma di Castiglia e León.